# Deshler Valley
Das Deshler Valley ist ein größtenteils eisfreies Tal im ostantarktischen Viktorialand. Es liegt zwischen dem Spain Peak und dem Morse Spur in der Saint Johns Range. Nach Süden öffnet sich das Tal zum Victoria Valley.
Das Advisory Committee on Antarctic Names benannte es 2005 nach dem US-amerikanischen Atmosphärenforscher Terry Deshler von der University of Wyoming, der zwischen 1990 und 2004 an 13 Kampagnen des United States Antarctic Program zur Erkundung des Ozonlochs über der Antarktis beteiligt war.